# Mu'ahid
Mu'ahid (arabisch معاهد, DMG Muʿāhid) abgeleitet von Ahd (عهد / ʿahd / ‚Abkommen‘), bedeutet wörtlich „Pakt-Macher, Verbündeter“ und bezeichnet einen Ungläubigen, der auf islamischem Staatsgebiet lebt und die Herrschaft der islamischen Regierung anerkennt bzw. einen Ungläubigen, welcher außerhalb des islamischen Staatsgebietes lebt, jedoch zu einem Staat gehört, welcher ein Friedensabkommen mit den Muslimen geschlossen hat. Als Mu'ahidin wurden im mittelalterlichen al-Andalus besonders die Christen bezeichnet, die sich der islamischen Herrschaft unterwarfen.
Nach klassischem islamischen Recht ist ein Friede zwischen Muslimen und nichtunterworfenen Nichtmuslimen jedoch nicht möglich, sondern lediglich ein hudna genannter, maximal zehnjähriger Waffenstillstand.